# John Corriveau
John Dennis Corriveau OFMCap. (ur. 27 lipca 1941 w Zurich) – kanadyjski duchowny katolicki, biskup Nelson w latach 2008-2018.

## Życiorys
Święcenia kapłańskie otrzymał 23 października 1965 w zgromadzeniu Braci Mniejszych Kapucynów. Po święceniach pełnił funkcje m.in. wikariusza i proboszcza zakonnych parafii w Toronto, przełożonego środkowokanadyjskiej prowincji zakonu oraz definitora generalnego. W 1994 wybrany generałem kapucynów, urząd pełnił do zakończenia drugiej sześcioletniej kadencji w 2006.
30 listopada 2007 papież Benedykt XVI mianował go ordynariuszem Nelson w metropolii Vancouver. Sakry w dniu 30 stycznia 2008 udzielił mu abp Luigi Ventura.
13 lutego 2018 przeszedł na emeryturę.